# Hololive 1st fes. ノンストップ・ストーリー
「hololive 1st fes. ノンストップ・ストーリー」（ホロライブ ファースト フェス ノンストップ ストーリー、英語: hololive 1st fes. NONSTOP STORY）は、2020年1月24日の19時から日本・豊洲PITにて開催された、バーチャルYouTuber事務所のホロライブプロダクションに所属する女性バーチャルYouTuberグループ・ホロライブの1回目の全体ライブ。ホロライブ、同グループによるユニット・hololive IDOL PROJECT、およびこれらの運営元・カバー株式会社が主催する。公式ハッシュタグは「#とまらないホロライブ」で、公演日には同ハッシュタグがTwitterトレンド世界1位を獲得した。

## 名称
本公演の名称には、「hololive 1st fes.『ノンストップ・ストーリー』」や「hololive 1st fes.「ノンストップ・ストーリー」」といった表記ゆれが存在するが、本記事では公式ウェブサイトにおける表記「hololive 1st fes. ノンストップ・ストーリー」で統一する。また、本公演の名称は、テレビアニメ『機動戦士ガンダム 鉄血のオルフェンズ』の登場人物であるオルガ・イツカの台詞「止まるんじゃねぇぞ…」を元にした、ときのそらが生配信中に発した「止まらねぇぞ」という発言に由来する。

## 制作・協力
- 制作 - 株式会社ヤマハミュージックエンタテインメントホールディングス[2]
- 協力 - ネクストロード[2]

## 出演タレント
出演タレントは、本公演の開催が発表された時点でのホロライブおよび、同グループの独立音楽レーベル・イノナカミュージックの所属タレント23名全員（ときのそら、ロボ子さん、さくらみこ、星街すいせい、AZKi、夜空メル、アキ・ローゼンタール、赤井はあと、白上フブキ、夏色まつり、湊あくあ、紫咲シオン、百鬼あやめ、癒月ちょこ、大空スバル、大神ミオ、猫又おかゆ、戌神ころね、兎田ぺこら、潤羽るしあ、不知火フレア、白銀ノエル、宝鐘マリン）で、MC4.まではふだんの配信で使用しているものと同一の衣装、25曲目以降はイラストレーターのおるだんがデザインを担当した共通のアイドル衣装を着て出演した。後者の衣装は、本公演より後に行われたホロライブのライブ「hololive 2nd fes. Beyond the Stage Supported By Bushiroad」、「hololive IDOL PROJECT 1st Live.『Bloom,』」、「hololive 3rd fes. Link Your Wish Supported By ヴァイスシュヴァルツ」でも使われており、ホロライブの4回目の全体ライブ「hololive 4th fes. Our Bright Parade Supported By Bushiroad」にて新たなアイドル衣装「ブライト衣装」が登場した後は、「オリジン衣装」と呼ばれるようになった。また、出演タレントのうち、星街・不知火・宝鐘の3名は、本公演で3Dモデルを初めて披露した。

## セットリスト
セットリストの出典：
公演開始前および公演終了後には、ホロライブプロダクションの事務所スタッフ・友人Aがアナウンスを行った。また、26曲目の「夢⾒る空へ」および、31曲目の「キラメキライダー☆」は、本公演にて初めて披露された新曲で、30曲目の「気まぐれメルシィ」が歌われた後に上映された「劇場版ホロぐら」は、ホロライブのWebアニメ『ホロのぐらふぃてぃ』の長編である。
1. 「Shiny Smily Story」（出演タレント全員）
2. 「ファンサ」（夏色まつり）
3. 「fancy baby doll」（兎田ぺこら）
4. 「おじゃま⾍」（癒月ちょこ）
  - MC1.（ときのそら、ロボ子さん）
5. 「はなびら」（ロボ⼦さん）
6. 「夜もすがら君想ふ」（大神ミオ）
7. 「♡桃色片想い♡」（湊あくあ）
8. 「こちら、幸福安⼼委員会です。」（戌神ころね）
9. 「『13 』」（潤羽るしあ）
10. 「天球、彗星は夜を跨いで」（星街すいせい）
11. 「私、アイドル宣言」（赤井はあと）
12. 「惑星ループ」（猫又おかゆ）
13. 「⾦曜⽇のおはよう」（大空スバル）
  - MC2.（白上フブキ、夏色まつり、大神ミオ、宝鐘マリン）
14. 「without U」（AZKi）
15. 「千本桜」（百鬼あやめ）
16. 「Lost my music」（宝鐘マリン）
17. 「シャルイース」（アキ・ローゼンタール）
18. 「太陽系デスコ」（白銀ノエル）
19. 「Say!ファンファーレ!」（⽩上フブキ）
  - MC3.（さくらみこ、兎田ぺこら）
20. 「Booo!」（紫咲シオン）
21. 「天ノ弱」（不知火フレア）
22. 「マイネームイズエリート」（さくらみこ）
23. 「ヒバナ」（夜空メル）
24. 「フレーフレーLOVE」（ときのそら）
  - MC4.（百鬼あやめ、大空スバル）
25. 「Dream☆Story」（ときのそら、ロボ⼦さん、さくらみこ、星街すいせい、AZKi）
26. 「夢⾒る空へ」（夜空メル、アキ・ローゼンタール、赤井はあと、白上フブキ、夏色まつり）
27. 「五等分の気持ち」（湊あくあ、紫咲シオン、百鬼あやめ、癒月ちょこ、大空スバル）
28. 「新宝島」（白上フブキ、大神ミオ、猫又おかゆ、戌神ころね）
29. 「Connecting」（兎田ぺこら、潤羽るしあ、不知火フレア、白銀ノエル、宝鐘マリン）
30. 「気まぐれメルシィ」（ときのそら、⽩上フブキ、湊あくあ）
  - 劇場版ホロぐら
  - MC5.（出演タレント全員）
31. 「キラメキライダー☆」（出演タレント全員）

## Blu-ray Disc
『hololive 1st fes. 『ノンストップ・ストーリー』』は、「hololive 1st fes. ノンストップ・ストーリー」の模様を収録したBlu-ray Disc。2020年7月24日にホロライブプロダクションの公式BOOTHにて販売されたのち、2021年7月28日に株式会社ブシロードミュージックによって全国流通での再販売が行われた。再販版は初週4,450枚として、オリコンチャートによる2021年08月09日付の週間 Blu-rayランキングにて8位、週間 ミュージックBlu-rayランキングおよび、週間 ミュージックDVD・Blu-rayランキングにて3位を記録した。2020年7月18日から7月24日にかけては、東京・名古屋・大阪の計10か所の街頭ビジョンにて、本Blu-ray Discのトレーラー映像が放映された。

## 関連番組
本節の出典：
2020年1月20日から1月24日にかけては、本公演に関する特別番組がYouTubeにて配信された。「hololive 1st fes.『ノンストップ・ストーリー』同時視聴枠！」は桐生ココのチャンネル、それ以外の番組はホロライブの公式チャンネルにて配信された。
ライブを100倍楽しむための放送！
配信日は2020年1月20日。星街すいせい、不知火フレア、宝鐘マリンが本公演のグッズの紹介、ゲーム『リングフィット アドベンチャー』の実況プレイ、自分たちの3Dモデルの「お披露目放送」の告知を行った。
みんなで歩こう！豊洲PITへの道！
配信日は2020年1月21日。白上フブキ、大神ミオ、猫又おかゆが、本公演の会場・豊洲PITまでの道のりをゲーム『Google Earth VR』を使って紹介したり、本公演のグッズの紹介やコールの練習を行ったりした。
豊洲ライブ直前、メンバー凸待ち！
配信日は2020年1月23日。友人Aが「凸待ち」を行い、最終的に23名のホロライブおよびイノナカミュージックの所属タレント（ときのそら、ロボ子さん、さくらみこ、星街すいせい、AZKi、アキ・ローゼンタール、赤井はあと、白上フブキ、夏色まつり、湊あくあ、大空スバル、大神ミオ、戌神ころね、兎田ぺこら、潤羽るしあ、不知火フレア、白銀ノエル、宝鐘マリン、天音かなた、桐生ココ、角巻わため、常闇トワ、姫森ルーナ）が集まり、各々が思い思いに本公演に対する抱負を語った。
hololive 1st fes.『ノンストップ・ストーリー』同時視聴枠！
配信日は2020年1月24日。天音かなた、桐生ココ、角巻わため、常闇トワ、姫森ルーナが本公演の中継映像を視聴した。